# Glijbekisting

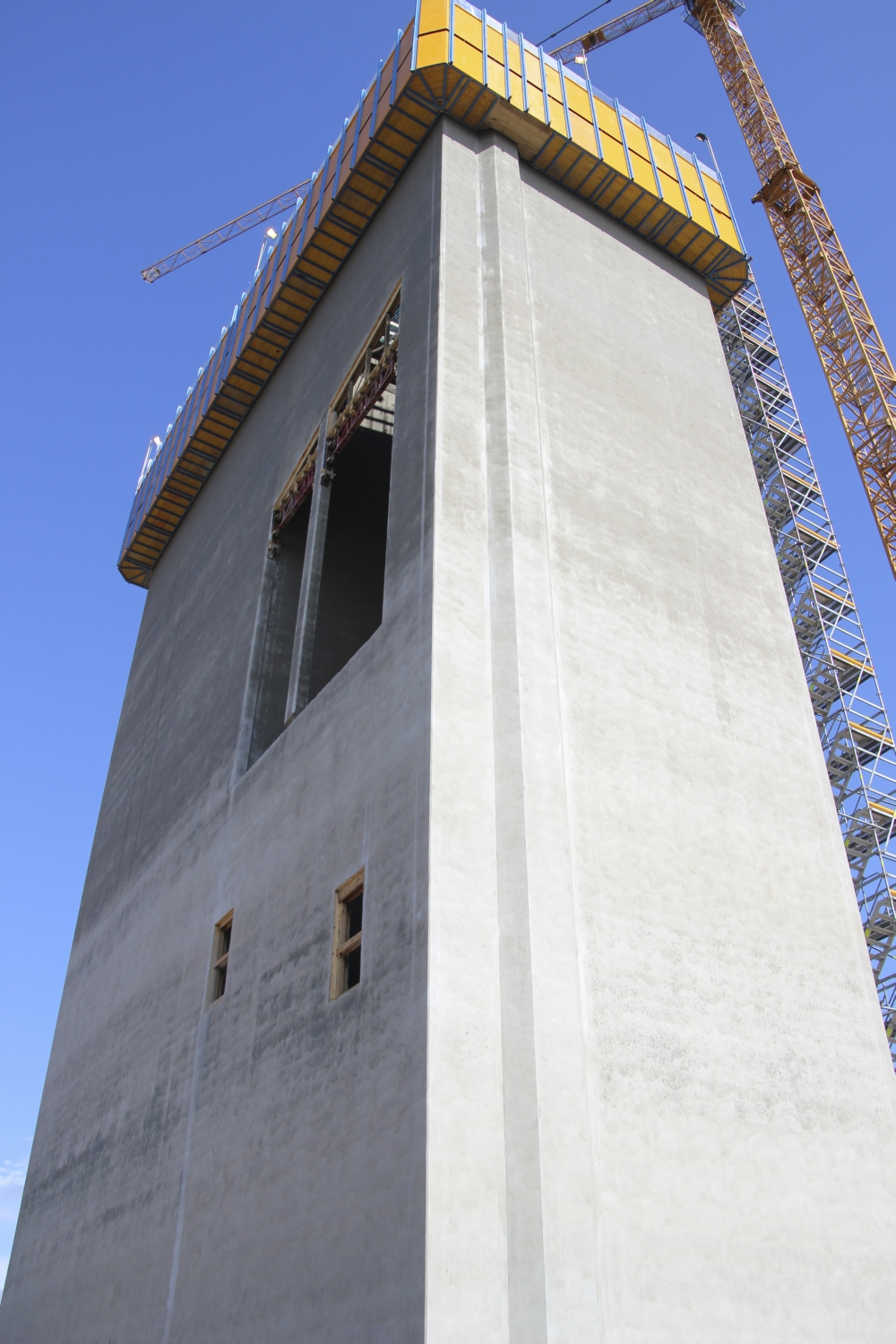
Glijbekisting voor de glijbouw

Een glijbekisting of klimbekisting is een bekisting van beperkte hoogte voor wanden van gewapend beton die, na het storten en verharden van het beton, telkens langzaam omhoog wordt gebracht. De bekisting steunt daarbij op de reeds aangebrachte beton en het is noodzakelijk dat het beton dan voldoende sterkte heeft. Deze bouwmethode is afkomstig uit Noorwegen en werd toegepast in de jaren 1950 voor de bouw van silo's, radio- en tv-zendtorens en de Euromast. Hierna volgde vanaf de jaren 1960 volgens deze methode de bouw van woontorens, waarvan het gemeentelijk bouwbedrijf, de Haagse Bouwonderneming (HABO), in 1961 de primeur voor Nederland had met de bouw van vier woontorens in Den Haag Zuidwest.
Glijbekistingen worden gebruikt bij hoge bouwwerken of gebouwdelen zoals liftschachten.
Afhankelijk van de betonsamenstelling zal het beton al na zes uren voldoende sterkte bezitten. Hierdoor is het mogelijk de bekisting aan de onderzijde af te steunen op het jonge, verse beton. Over het algemeen is het een continu proces in ploegendienst.
Een glijbekisting kan ook voor horizontale constructies, zoals betonwegen of barriers, worden toegepast.
Voorbeeld van een gebouw uitgevoerd volgens de glijbouw methode met glijbekisting is de Euromast in Rotterdam, de Rembrandttoren in Amsterdam en de Grijze silo in Deventer.

## Media
- Polygoonjournaal uit 1959 over de bouw van de Euromast volgens de glijbouwmethode (01:54)
- Polygoonjournaal uit 1966 over hoogbouw voor de Medische Faculteit in Rotterdam, die ook met behulp van glijbekisting werd gebouwd (01:58)